# Ronde van Frankrijk 2020/Twaalfde etappe
De twaalfde etappe van de Ronde van Frankrijk 2020 werd verreden op 10 september met start in Chauvigny en finish in Sarran (Corrèze). 
| Chauvigny – Sarran Corrèze (218 km) |                       |                          |          |
| Plaats                              | Naam                  | Ploeg                    | Tijd     |
| 1                                   | Marc Hirschi          | Team Sunweb              | 5u08'49" |
| 2                                   | Pierre Rolland        | B&B Hotels-Vital Concept | + 47"    |
| 3                                   | Søren Kragh Andersen  | Team Sunweb              | + 52"    |
| 4                                   | Quentin Pacher        | B&B Hotels-Vital Concept | z.t.     |
| 5                                   | Jesús Herrada         | Cofidis                  | z.t.     |
| 6                                   | Maximilian Schachmann | BORA-hansgrohe           | z.t.     |
| 7                                   | Hugo Houle            | Astana Pro Team          | z.t.     |
| 8                                   | Sébastien Reichenbach | Groupama-FDJ             | z.t.     |
| 9                                   | Kenny Elissonde       | Trek-Segafredo           | + 56"    |
| 10                                  | Nicolas Roche         | Team Sunweb              | z.t.     |
|                                     |                       |                          |          |
| 14                                  | Greg Van Avermaet     | CCC Team                 | + 2'30"  |
| 20                                  | Bauke Mollema         | Trek-Segafredo           | + 2'33"  |

| Algemeen klassement |                    |                       |           |
| Plaats              | Naam               | Ploeg                 | Tijd      |
| Gele trui           | Primož Roglič      | Team Jumbo-Visma      | 51u26'46" |
| 2                   | Egan Bernal        | Team INEOS Grenadiers | + 21"     |
| 3                   | Guillaume Martin   | Cofidis               | + 28"     |
| 4                   | Romain Bardet      | AG2R La Mondiale      | + 30"     |
| 5                   | Nairo Quintana     | Arkéa Samsic          | + 32"     |
| 6                   | Rigoberto Urán     | EF Education First    | z.t.      |
| 7                   | Tadej Pogačar      | UAE Team Emirates     | + 44"     |
| 8                   | Adam Yates         | Mitchelton-Scott      | + 1'02"   |
| 9                   | Miguel Ángel López | Astana Pro Team       | + 1'15"   |
| 10                  | Mikel Landa        | Bahrain McLaren       | + 1'42"   |
|                     |                    |                       |           |
| 13                  | Bauke Mollema      | Trek-Segafredo        | + 2'31"   |
| 34                  | Wout van Aert      | Team Jumbo-Visma      | + 47'46"  |

## Opgaven
- Ilnoer Zakarin (CCC Team); opgave tijdens de etappe vanwege een gebroken rib

1e etappe ·
2e etappe ·
3e etappe ·
4e etappe ·
5e etappe ·
6e etappe ·
7e etappe ·
8e etappe ·
9e etappe ·
10e etappe ·
11e etappe ·
12e etappe ·
13e etappe ·
14e etappe ·
15e etappe ·
16e etappe ·
17e etappe ·
18e etappe ·
19e etappe ·
20e etappe ·
21e etappe
Startlijst · Eindstanden · Afbeeldingen